# Torbjörn Hultcrantz
Johan Torbjörn Hultcrantz, född 2 maj 1937 i Stockholm, död 18 januari 1994, var en svensk jazzmusiker (kontrabas).

## Biografi
Hultzcrantz växte upp i Bromma i Stockholm. Han fick till en början pianolektioner av sin mor, som var professionell pianolärare. Han började spela bas som tonåring och var redan 1956 medlem i Lars Gullins band, med vilken han spelade in såväl som med Åke Persson och ensemblen Jazz Club 57. I början av 1960-talet uppträdde han tillsammans med pianisten Lasse Werner, som tillsammans med Bernt Rosengren bildade The Werner-Rosengren Swedish Jazz Quartet. Under de närmaste åren följde han också, mestadels med Sune Spångberg, turnerande amerikaner som Bud Powell, Dexter Gordon (The Rainbow People) och Stan Getz (I Sverige 1958–60) samt Don Cherry och Albert Ayler (The First Recordings) där han började utforska frijazz.
Från 1968 spelade han även i Bernt Rosengrens kvartett, där även saxofonisten Tommy Koverhult och trummisen Leif Wennerström ingick. Han spelade med Nannie Porres, Torgny Björk och Claes-Göran Fagerstedt. Han spelade även med Stefan Isaksson (född 1956) och Krister Andersson, med vilken skivan About Time gjordes (1993). År 1978 blev han medlem i Per Henrik Wallins trio som var på resande fot i tio år.

## Diskografi (urval)
- Mongezi Feza / Bernt Rosengren: Free Jam 1972 (Ayler, 1972) med Tommy Koverhult, Leif Wennerström, Okay Temiz
- Per Henrik Wallin Trio (1979, med Erik Dahlbäck)
- Bernt Rosengren Big Band (1980)
- Per Henrik Wallin Trio: Coyote (Dragon, 1986/87, utg. 1998)
- Don Cherry: Movement Incorporated (Anagram Records, rec. 1967, ed. 2005, with Maffy Falay, Brian Trentham, Bengt Nordström, Bernt Rosengren, Tommy Koverhult, Leif Wennerström, Okay Temiz)